# Cours Général-Giraud
Le cours Général-Giraud est une voie du quartier des Chartreux dans le 1er arrondissement de Lyon, en France.

## Situation et accès
Le cours débute boulevard de la Croix-Rousse et se termine place Rouville. Les rues de la Poudrière Pierre-Dupont et Duroc commencent sur cette voie tandis que la montée de la Butte et les rues Philippe-Gonnard et de la Muette s'y terminent. Cette dernière est en partie en escaliers et contiguë d'une des entrées du jardin des Chartreux. Une autre entrée de ce parc est située au N°36 avec un stationnement cyclable ; d'autres accès au jardin sont possibles en continuant vers la place Rouville.
La circulation se fait à double sens de circulationavec une piste cyclable. Le cours est desservi par les lignes  C13 C18avec les arrêts La Poudrière, Duroc et Rouville.

## Origine du nom
Le nom de ce cours vient du général Henri Giraud (1879-1949). Il sert durant la Première Guerre mondiale, la guerre du Rif et la Seconde Guerre mondiale. Il tient un rôle important dans le processus qui mène à la libération de la France.

## Histoire
Ce cours est ouvert par l'ingénieur Pierre Dardel de 1851 à 1852 pour permettre de rejoindre la Croix-Rousse sans emprunter les fortes pentes. C'est le premier des grands travaux de voirie du Second Empire. Il contourne l'ancienne chartreuse de Lyon, et porte jusqu'en 1950, le nom de cours des Chartreux. Le nom actuel de la voie est donné le 16 mai 1949 par délibération du conseil municipal.